# Szaniec Kępy Bazarowej w Toruniu
Szaniec Kępy Bazarowej w Toruniu – fragment wewnętrznego pierścienia Twierdzy Toruń. Znajduje się na terenie rezerwatu Kępa Bazarowa. Został wybudowany ok. 1808 roku, gdy Toruń należał do Księstwa Warszawskiego. Pełnił on funkcję stałej osłony mostu przez Wisłę. To stąd 15 maja 1809 roku gen. Stanisław Woyczyński dowodził obroną Torunia przed atakiem wojsk austriackich, a ich dowódca, pułkownik Bursch von Neuberg, poniósł tu śmierć. Po 1830 roku fortyfikacje zostały rozbudowane przez władze pruskie.